# Aglaophenia sibogae
Aglaophenia sibogae är en nässeldjursart som beskrevs av Chantal Billard 1913. Aglaophenia sibogae ingår i släktet Aglaophenia och familjen Aglaopheniidae. Inga underarter finns listade i Catalogue of Life.